# A mágus kódexe (Így jártam anyátokkal)
A mágus kódexe az Így jártam anyátokkal című televízió-sorozat hetedik évadának befejező, dupla epizódja. Eredetileg 2012. május 14-én vetítették, míg Magyarországon ugyanabban az évben november 21-én.
Az epizód során számos fordulat történik: megszületik Marshall és Lily első gyermeke, Ted ismét találkozik Victoriával, Barney pedig Quinnel készül elutazni. Mindezeket pedig az epizód végén pár csavarral bonyolítják a karakterek.

## Cselekmény

### Első rész
Az előző rész végén Lilynél beindult a szülés. Mivel Marshall tökrészegen éppen Barneyval van Atlantic Cityben, Ted és Robin érkeznek hozzá a lakásba. Lily azt mondja, addig nem indul el a kórházba, amíg nem lesznek legalább négyperces fájásai, úgyhogy addig tereljék el a figyelmét különféle történetekkel.
Eközben Marshall és Barney túl részegek ahhoz, hogy autóval jussanak vissza New York-ba, így más megoldást kell keresniük. Marshall megígéri neki, hogy ha segít, cserébe a fia középső neve az lehet, hogy "Mostfigyelj". Felszállnak egy buszra, de az nem New York-ba, hanem Buffalóba tart, a fedélzeten egy rakás nyugdíjassal. Marshall könyörög a sofőrnek, hogy tegyen egy rövid kitérőt, de az hajthatatlan, és közli, hogy ezt csak vészhelyzetben teheti meg. Barney szívhez szóló beszédének hála aztán pár utas megjátssza, hogy szívrohamuk van, így Marshallék le tudnak szállni a kórháznál. Hamarosan megszületik a kis Marvin Mostfigyelj Eriksen, akit Marshall apja és Barney ígérete alapján neveztek el. Míg a szülőszobában várakoztak, Ted és Robin is kibékülnek.
Az epizód legvégén fény derül arra a gegre is, ami az egész epizódon keresztülment: egy történet, mely szerint valami fantasztikus dolog van a bár egyik ajtaja mögött.

### Második rész
Robin arra bátorítja Tedet, hogy keresse meg Victoriát és béküljenek ki. Hiszen az eddigi élete jobbára arról szólt, hogy olyan nőkkel jött össze, akikről tudta, hogy nem lehet közös jövője, és az egyetlen ilyen az Victoria volt. Ted fel is hívja őt, és fél 2-re a MacLaren's-be invitálja találkozóra. Victoria meg is jelenik – esküvői ruhában, ugyanis aznap délután készül férjhez menni Klaushoz. Megvallja, hogy hiába megy férjhez, mégis csak Ted jár az eszében, és azt kéri tőle, hogy szöktesse meg. A lovagias Ted azonban, akit már hagytak az oltár előtt, azt mondja, hogy ezt nem teheti meg a vőlegényével, ezért úgy dönt, elviszi az esküvőjére. De mire a templom elé érnek, meggondolja magát, és továbbhajt Victoriával, bele a naplementébe.
Közben Quinn és Barney romantikus utazást terveznek Hawaii-ra. A gond csak az, hogy a repülőtéren ki akarják vele nyittatni az egyik bőröndjét, amit ő megtagad, mert állítása szerint egy bűvésztrükkhöz kapcsolódik, és ha kinyitná, akkor ő mint mágus, felfedné a titkát a trükknek, amit nem tehet meg. Emiatt a biztonsági szobába viszik őket. Quinn itt elmondja, hogy felmondott a sztriptízbárban, ezzel akarta meglepni Barney-t. Erre Barney is kijelenti, hogy ha már így alakult, leleplezi a trükkjét. A trükk lényege egy doboz volt, melynek a végén egy eljegyzési gyűrű került elő. Barney megkéri Quinn kezét, aki igent mond. Amikor elújságolják a többieknek ennek a hírét, Barney és Robin váltanak még pár szót: Barney elnézést kér, Robin pedig örül, hogy boldognak látja őt.
Az epizód végén a korábban már látott esküvőre kerülünk, előre az időben. Mint tudjuk, ez Barney esküvője, és hamarosan kiderül, hogy a menyasszony nem más, mint Robin.

## Kontinuitás
- Ted készített egy weboldalt Lily szüléséhez kapcsolódóan (www.lilysinlabor.com), és erről mindenkit értesített e-mailben. Lily korábban Marshallra volt dühös hasonló okból kifolyólag "A szexmentes fogadós" című részben.
- Lily nem akarta, hogy az apja jelen legyen a szülésnél. A "Pofonadás 2: A pofon visszaüt" című rész óta tudvalévő, hogy nem szíveli az apját ilyen helyzetekben (sem).
- Robin a saját sztoriját folytatta, amit a "Boldogan élek" című epizódban kezdett el arról, hogy miután az apja rajtakapta egy fiúval csókolózni, egy farmra küldte.
- Robin azt is megjegyzi, hogy tizenkét szülést vezényelt le, ebből az egyik ember volt. Ez "A terasz" című részben történt, a hajnali hírekben, élő egyenes adásban.
- A jelenet, amiben Dr. Sonya ráripakodik Lilyre, már látható volt "A Stinson-rakétaválság" című epizódban.
- "A szabadság édes íze" című epizódban Barney már kifejtette, hogy nem szereti a buffalói lányokat.
- "A legutolsó cigi" című epizódban Jövőbeli Ted már elmondta, hogy Marshall a fia születése előtt gyújtott rá utoljára.
- Marshall tökrészegen Sörkulest kiabál, amit "A meztelen igazság" című részben már láthattunk.
- Barney bűvésztrükkjei régóta visszatérő elemek.
- "A kacsás nyakkendő" című részben Victoria már megemlítette, hogy Klaus a vőlegénye.
- Robin megemlíti Stellát és Zoey-t, Ted két korábbi barátnőjét.
- Az egyik visszaemlékezésben láthatjuk Marshall Fieróját, és közben az "I'm Gonna Be (500 Miles)" című szám szól.
- Egy másik visszaemlékezős jelenetben a háttérben láthatjuk, hogy Ted "szendvicset eszik", ami Ted eufemizmusa a füvezésre.
- Barney hasonló helyzetbe került már repülőtéren "A szabadság édes íze" című részben.

## Jövőbeli visszautalások
- Az "elátkozott nadrághoz" passzoló felsőrész a "Legyen Ön is keresztszülő!" című részben is megjelenik.
- Ted és Victoria a "Szakítások ősze" című epizódban szakítanak.
- A "Napfelkelte" című részben Robin hasonló dolgokat mond Ted korábbi kapcsolatairól.
- Az epizód zárójelenete "Az oltár előtt" című részben történik.

## Érdekességek
- Ted egyik visszaemlékezése, amelyben a banda minden tagja ugyanannak a karakternek öltözött be a Nulladik óra című filmből utalás az Agymenőkre, amelyben a négyes Flash-jelmezt vett fel

## Vendégszereplők
- Chris Elliott – Mickey Aldrin
- Vicki Lewis – Dr. Sonya
- Caine Sinclair – Joe
- Nikki Stanley – Kate
- Paul Eliopoulos – hajléktalan
- Max Daniels – taxisofőr
- Francesca Capaldi – 7 éves Lily
- Ken Takemoto – idős kínai
- Bobby C. King – biztonsági őr
- Mike Grief – buszsofőr
- Katie Enright – nővér
- Brenda Ballard – Fran
- Elliot Goldwag – Alfred
- Vivian Smallwood – Leila
- Becki Newton – Quinn
- Frances Conroy – Loretta Stinson
- Renee Taylor – Mrs. Matsen
- Rob Huebel – Mr. Flanigan
- Ashley Williams – Victoria
- Peter Gannon – Mr. McIntee
- Christopher Carroll -Mr. Drury
- Kelly Connolly – Zelda

## Zene
- Cloud Cult – You Were Born
- Cat Stevens – The Wind